# Charlott Strandberg
Charlott Maria Strandberg, född 20 september 1962 i Täby församling, Stockholms län, är en svensk skådespelerska.

## Biografi
Charlott Strandberg är utbildad på Balettakademins Musikalutbildning i Göteborg. Alltsedan hon avslutat sin utbildning 1985 har hon medverkat i musikaler, pjäser och TV-produktioner, bland annat i rollen som Lucy i Riksteaterns uppsättning av Tolvskillingsoperan, Audrey i Little Shop of Horrors på Chinateatern och Sally Bowles i Stockholms Parkteaters uppsättning av Cabaret. På Göteborgs Stadsteater har hon medverkat i Jonas Gardells pjäs Människor i solen och Woody Allens Central Park West.
Strandberg har även medverkat i TV-produktioner som Svensson Svensson och Älskade Lotten. Hon har spelat revy med Povel Ramel i Knäpp igen på Cirkus, Stockholm 1992 och Kolla klotet på Lorensbergsteatern i Göteborg 1995. Hon har medverkat i show med Magnus Uggla och i musikalen Fame på Oscarsteatern och sverigeturné 2004. Under 2005-2007 hade hon rollen som Tanja i den svenska uppsättningen av musikalen Mamma Mia! i Stockholm och Göteborg och därefter musikalen Rivierans guldgossar mot Robert Gustafsson och Suzanne Reuter på Cirkus 2007. I Mamma Mia! var hon en av de tre förra medlemmarna i sångtrion "Donna and the Dynamos" tillsammans med Gunilla Backman och Sussie Eriksson och 2009 gjorde de tre en egen show på Hamburger Börs, vitsigt kallad PrimaDonnor.

### Familj
Charlott Strandberg är dotter till Gunnar Strandberg (1915–1968) och sondotter till sångaren Olle Strandberg. Hon är halvsyster till Evabritt Strandberg.

## Filmografi (i urval)
- 1988 – Xerxes (TV-serie)
- 1989 – Hajen som visste för mycket
- 1990 – Macken – Roy’s & Roger’s Bilservice
- 1994 – Bert (TV-serie)
- 1994 – Svensson, Svensson (TV-serie)
- 1996 – Monopol
- 1996 – Svensson, Svensson (TV-serie) (två avsnitt)
- 1996 – Älskade Lotten (TV-serie)
- 1999 – Tarzan (röst som Tufs)
- 2001 – Legenden om Tarzan (TV-serie) (röst som Tufs)
- 2004 – Kogänget (röst som Maggie)
- 2005 – Tarzan II (röst som Tufs)
- 2006 – LasseMajas detektivbyrå (TV-serie)
- 2007 – Magi på Waverly Place (TV-serie) (röst som Theresa Russo)
- 2009 – Virus i bataljonen
- 2010 – Trassel (röst som mor Gothel)
- 2014 – Herr Peabody & Sherman (röst som fröken Grunion)
- 2017 – Jordskott (TV-serie)

## Teater

### Roller (ej komplett)
| År   | Roll                   | Produktion | Regi              | Teater                       |
| ---- | ---------------------- | --- | ----------------- | ---------------------------- |
| 1986 |                        | Ringo Birgitta Götestam, Göran Arnberg och Magnus Fermin                                                       | Birgitta Götestam | Göta Lejon                   |
| 1987 | Balettflicka           | Zarah Evabritt Strandberg, Stefan Ostrowski och Olle Ljungberg                                                 | Olle Ljungberg    | Intiman                      |
| 1991 | Medverkande            | Flott & lagom Sven Hugo Persson, Kar de Mumma, Calle Norlén, Carl Zetterström, Tomas Tivemark, Katrin Sundberg | Thomas Ryberger   | Stora teatern, Stockholm     |
| 1992 |                        | Para på skoj (I Love My Wife) Cy Coleman och Michael Stewart                                                   | Sandy Grant       | Folkan                       |
| 1994 | Medverkande            | Den stora kicken, revy                                                                                         | Ulf Eklund        | Vasateatern                  |
| 1995 | Audrey                 | Little shop of horrors Alan Menken och Howard Ashman                                                           | Thomas Ryberger   | Chinateatern                 |
| 1997 | Sally Bowles           | Cabaret John Kander, Fred Ebb, Joe Masteroff                                                                   | Åsa Kalmér        | Parkteatern                  |
| 1999 | Miss Agatha Hannigan   | Annie Charles Strouse, Thomas Meehan och Martin Charnin                                                        | Trond Lie         | Göta Lejon                   |
| 2007 | Jolene Oakes           | Rivierans Guldgossar (Dirty Rotten Scoundrels) David Yazbek och Jeffrey Lane                                   | Bo Hermansson     | Cirkus, Stockholm            |
| 2009 |                        | Pengarna eller livet (Funny Money) Ray Cooney                                                                  | Robert Dröse      | Turné                        |
| 2009 | Lotta från hemtjänsten | Virus i bataljonen Lars Classon och Per Andersson                                                              | Ulf Dohlsten      | Vallarnas friluftsteater     |
| 2014 | Louise Miss Wilde      | Flashdance Tom Hedley och Robert Cary                                                                          | Anders Albien     | Chinateatern                 |
| 2016 | Medverkande            | Macken, TV-serien på scen Claes Eriksson                                                                       | Claes Eriksson    | Lorensbergsteatern           |
| 2018 | Medverkande            | Macken, TV-serien på scen Claes Eriksson                                                                       | Claes Eriksson    | Cirkus, Stockholm (Gästspel) |
| 2019 | Syster Maria Lazarus   | En värsting till syster (Sister Act) Alan Menken, Glenn Slater, Cheri Steinkellner och Bill Steinkellner       | Anders Albien     | Chinateatern                 |
| 2025 |                        | Oss swingers emellan (Whose Wives Are They Anyway?) Michael Parker                                             | Klas Wiljergård   | Krusenstiernska teatern      |